# 浦上豊
浦上 豊（うらかみ ゆたか、1909年7月20日 - 1972年7月19日）は、日本の実業家。菱備製作所（現・リョービ）創業者。

## 来歴
広島県芦品郡岩谷村（現在の同県府中市目崎町）生まれ。肥料商の長男。旧制府中中学校（現・広島県立府中高等学校）を第1期生として卒業。同級に江草隆繁、岡崎平夫ら。東京株式取引所に就職し、夜学の日本大学専門部商業学科に通い1930年卒業。成瀬証券を経て東京で友人と工具やベルト販売の会社を設立。1943年設立された三菱電機福山工場（現・福山製作所）が航空機部品の協力企業を探していることを耳にして交渉の末、34歳で帰郷し、岩谷村に醤油蔵を改造したダイカスト工場建屋を完成させ、第1号製品を三菱電機に納入した。社名は三菱の「菱」と備後の「備」から菱備製作所と名付け社員7名で創業。しかし僅か1年で太平洋戦争が終戦して軍需が途絶。
戦後の1947年には東洋工業（現・マツダ）、安川電機、三菱重工業などの大手企業と取引を開始し経営が軌道に乗り始めた。特に三菱電機福山工場から受注した積算電力計受注で金型完全自給体制を確立し同社発展の礎を築く。1957年、1958年にスイスビューラー社から最新鋭の大型油圧式鋳造機5台を導入し設備の近代化が進み、生産量も飛躍的に伸びて創業14年目にしてダイカスト業界で、設備、生産量とも第1位に躍進した。その後はダイカストを基盤に小型印刷機、ドアクローザー、釣具、電動工具、建築用品、ゴルフクラブなどの関連製品分野へ拡大路線を続けた。
創立30周年直前の1972年7月、62歳で急死、長男の浩が36歳で跡を継いだ。2011年2月から豊の孫の彰が同社社長を務めている。
若い日の苦学体験から育成事業にも熱心で1970年、私財を投じて財団法人浦上育成会（現・浦上奨学会）を設立、経済的に恵まれない学生への支援を行なった。1971年藍綬褒章受章。